# 愛宕神社 (東京都港区)

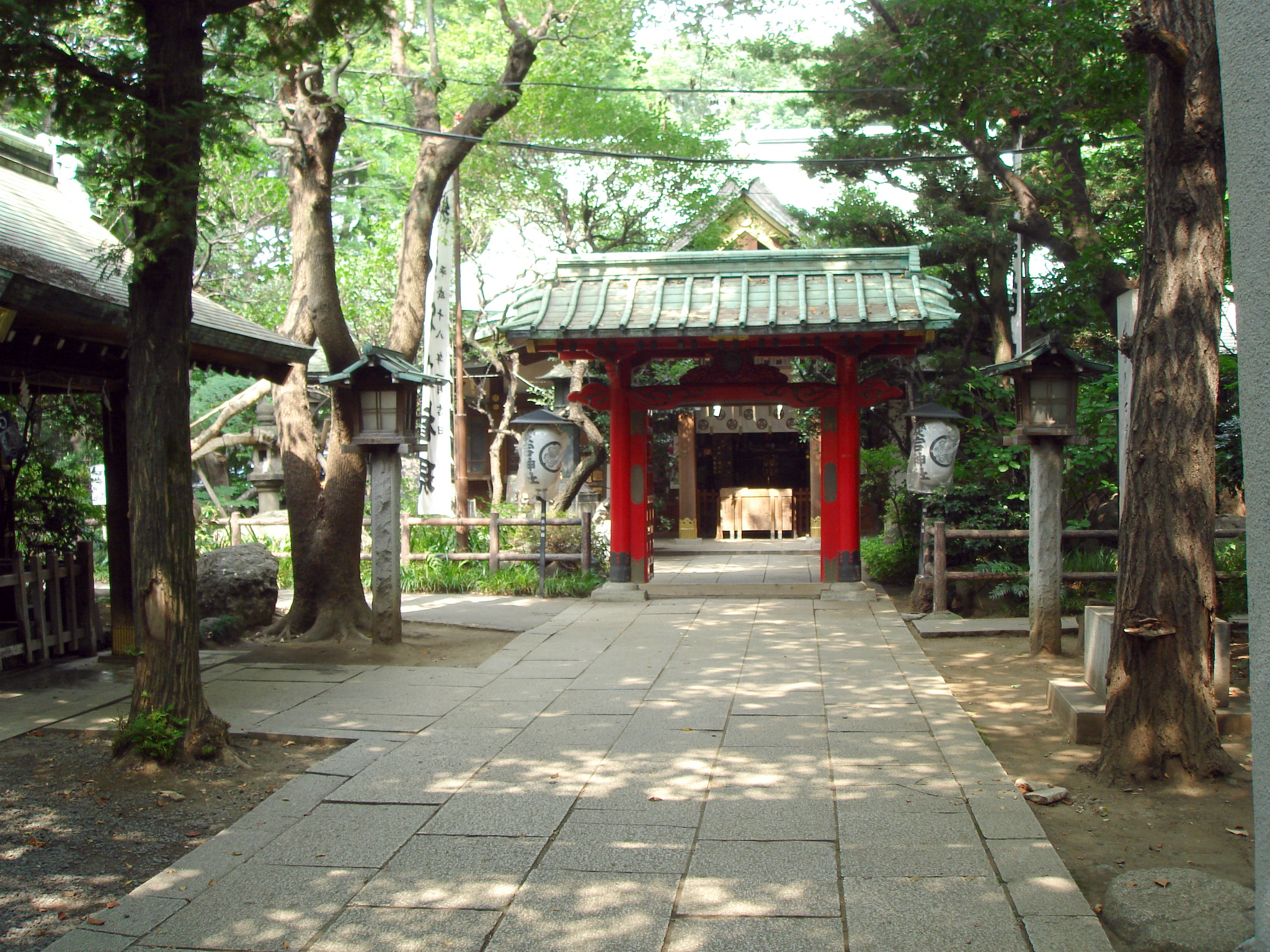
丹塗りの門と社殿

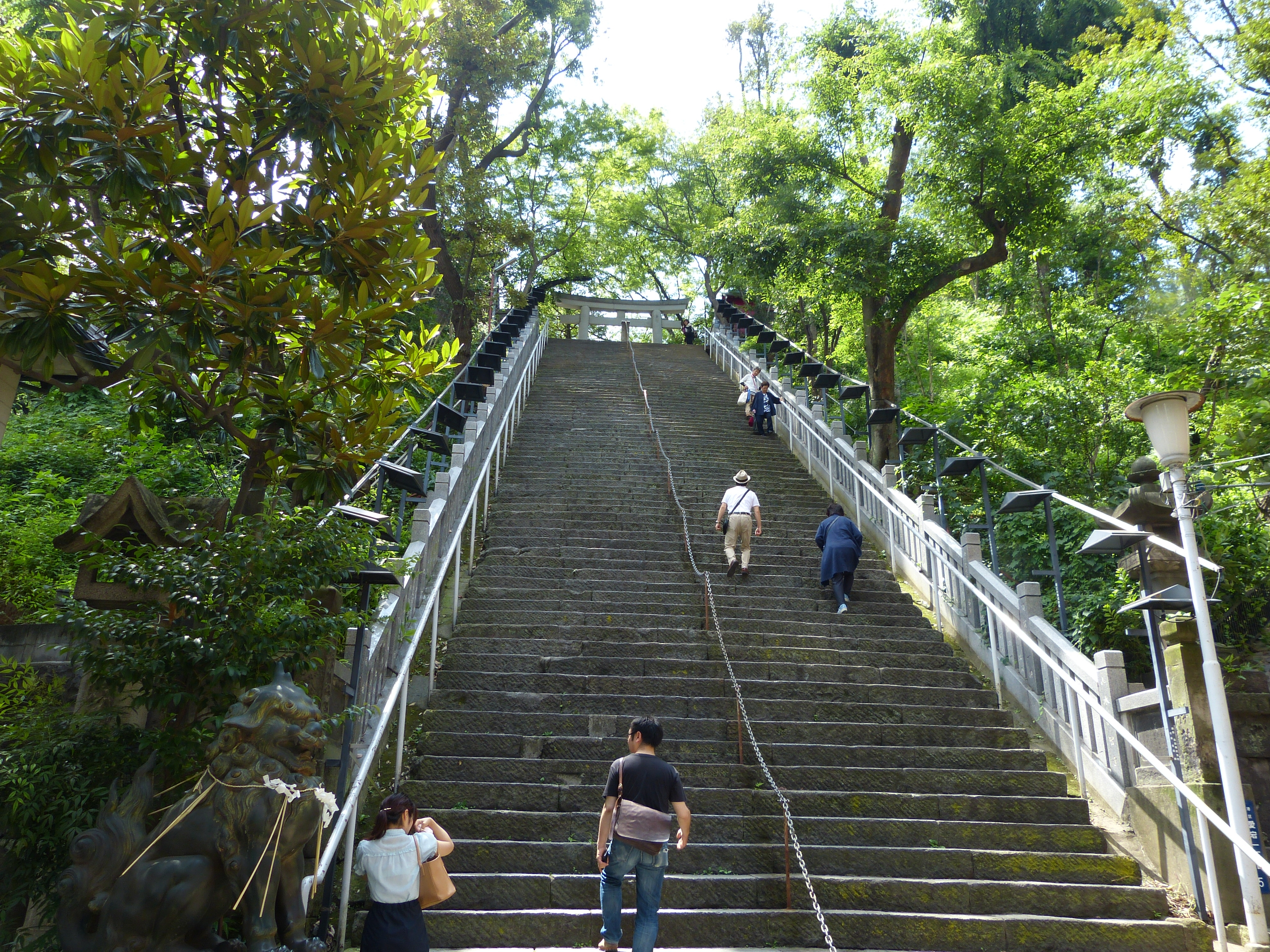
参道の「出世の石段」

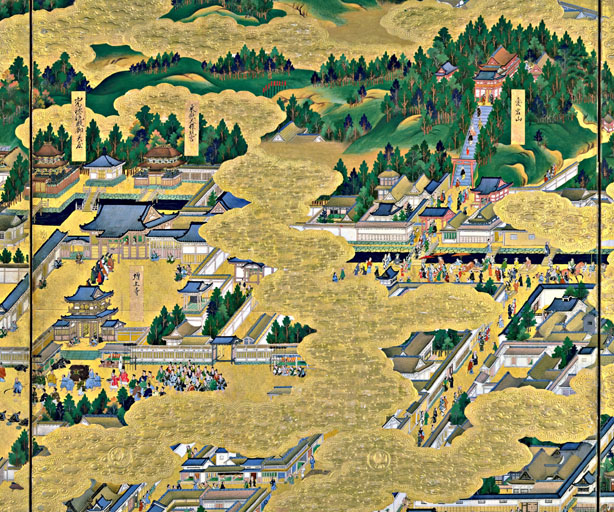
『江戸図屏風』に描かれている愛宕神社（右上）

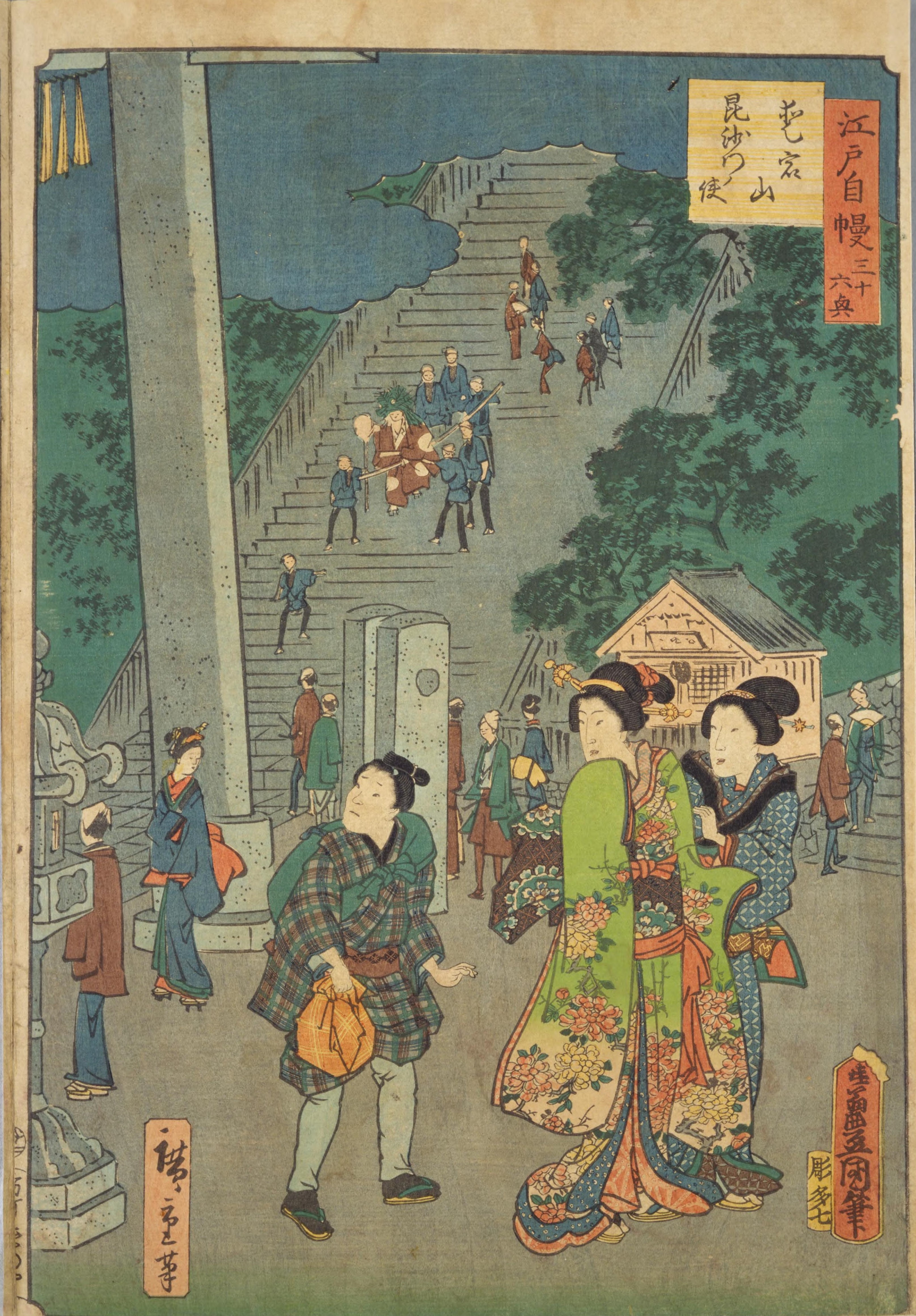
国貞・二代広重『江戸自慢三十六興 愛宕山毘沙門ノ使』

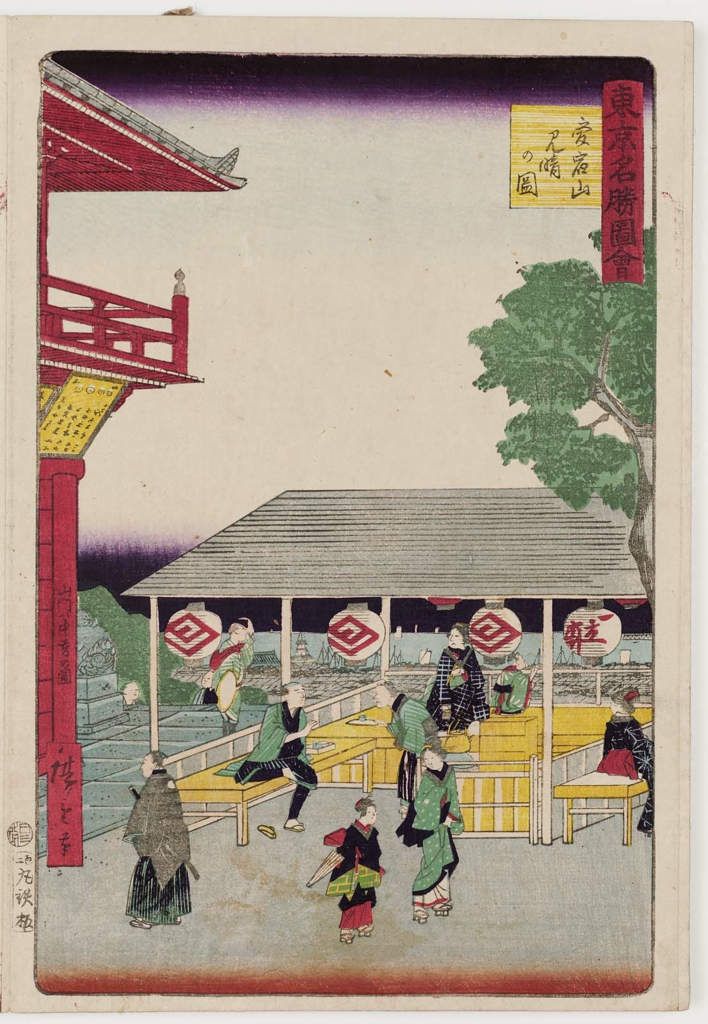
三代歌川広重『東京名所図会 愛宕山見晴らしの図』

愛宕神社（あたごじんじゃ）は、東京都港区愛宕一丁目にある神社。戦勝や防火に連なる愛宕権現を祀っており（愛宕信仰）、京都の愛宕神社が総本社である。徳川家康の命により滋賀県甲賀市信楽町にある新宮神社の境外摂社愛宕神社を勧請し創建されたとされる。
山手線内では珍しい自然に形成された山である愛宕山（標高25.7m）山頂に位置する。愛宕山は東京都区部の天然の山としては一番の高さで、江戸を護る信仰の地とされた。

## 祭神
- 主祭神
  - 火産霊命（ほむすびのみこと）
- 配祀
  - 罔象女命（みずはのめのみこと）
  - 大山祇命（おおやまづみのみこと）
  - 日本武尊（やまとたけるのみこと）
  - 勝軍地蔵菩薩（しょうぐんじぞうぼさつ）
  - 普賢大菩薩（ふげんだいぼさつ）
  - 天神社（てんじんしゃ）[4]

2017年（平成29年）時点、天神社の名は境内掲示板の由緒には書かれているが、公式サイトには書かれていない。この天神社は江戸二十五天神で愛宕下長者弁天同所・愛宕下長者弁天町などと呼ばれるものと云われる。

## 歴史・勝軍地蔵菩薩

### 勝軍地蔵菩薩
1603年（慶長8年）、徳川家康の命により創建。また、徳川家康が信仰した勝軍地蔵菩薩を勧請し、愛宕神社を創建。同神社の本地仏として別当寺の円福寺に祀ったことに始まる。明治維新時の廃仏毀釈により円福寺が廃寺になると、勝軍地蔵菩薩像は近くの真福寺に移されたが、関東大震災で焼失。1934年の弘法大師1100年御遠忌記念として銅製で復元され、現在は、1997年に建設された真福寺・愛宕東洋ビル一階外側に祀られている。

### 「寛永三馬術」曲垣平九郎（まがき・へいくろう）の故事
寛永11年、江戸幕府第三代征夷大将軍徳川家光が芝増上寺に参詣した帰り道、愛宕神社の下を通った。愛宕山には源平（紅白）の梅が満開に咲いており、それを見た家光が「馬に乗ってあの梅を取って参れ！」と命じた。しかし、愛宕山の石段はとても急勾配であり、馬で石段を上って梅を取ってくることなど、とてもできそうになかった。そのため、近習の家臣たちは誰一人動こうとしなかった。
そんな中、四国丸亀藩士の曲垣（曲木）平九郎が馬に乗って石段を上り降りし、見事、山上の梅を手折って家光に献上した。家光は、泰平の世にあって馬術の稽古を怠らない平九郎の姿勢を称賛し「日本一の馬術の名人」と讃えた。そして、平九郎の名は一日にして全国にとどろいたと伝えられている。
この故事にちなみ、愛宕神社正面の坂（男坂）は「出世の石段」と呼ばれている。現在の男坂は86段あり約40度と急で知られ、脇には勾配が緩やかな女坂もある。曲垣（曲木）平九郎は講談『寛永三馬術』で後世まで有名となったが、生没年など生涯は未詳で、同じ四国の高松藩士とする文献もある。

## 境内末社
太郎坊社
- 祭神：猿田彦神（天狗様）

福寿稲荷社（福寿稲荷神社）
- 祭神：宇迦御魂神

弁財天社
- 祭神：市杵島姫命

大黒天社（大黒天神祠・恵比寿神祠）
- 祭神：大國主命・事代主命

## 主な祭事
- 千日詣り（6月23日夜～24日早朝） - この両日に社殿前にしつらえた茅の輪をくぐり参詣すれば千日分の御利益があるとされた。別名「茅の輪くぐり」。同時に催されるほおずき市はこの地が元祖。
- 例大祭（9月22日～24日） - 別名「出世の石段祭」。2年に1度、神輿が男坂（出世の石段）を行き来する。

## 氏子地域
以下の氏子地域はいずれも港区内。
新橋五丁目1～6･20～25･34～36、六丁目1～3･14～18
西新橋二丁目16～19･32～35、三丁目
愛宕一丁目～二丁目

## 備考
- IT業界関係者から親しまれており、ヴァーチャル参拝や無料のデジタルおみくじ、年始限定のデジタル決済（楽天Payなど）による賽銭などを導入している[7]。デジタル決済による賽銭は2014年から楽天側から提案を受け採用された[8]。

## アクセス
地下鉄
・東京メトロ日比谷線「神谷町駅」より徒歩5分
・東京メトロ日比谷線「虎ノ門ヒルズ駅」より徒歩5分
・東京メトロ銀座線「虎ノ門駅」より徒歩8分
・都営地下鉄三田線「御成門駅」より徒歩8分
JR　「新橋駅」より徒歩20分